# 趙軟祐
趙軟祐（韓語：조연우，1971年5月30日—），韓國男演員。

## 演出作品

### 電視劇
- 2003年：KBS《我不離婚》飾演 李在榮
- 2003年：SBS《All In 真愛宣言》飾演 日本黑道
- 2005年：SBS《老天爺啊！給我愛》飾演 金清和
- 2005年：SBS《不良主婦》飾演 池善友
- 2006年：SBS《101次求婚》
- 2006年：KBS《來不及的愛》飾演 夏俊浩
- 2006年：MBC《狐狸丫你在做麼？》飾演 裴熙明
- 2007年：MBC《復仇的代價》飾演 劉鎮
- 2007年：MBC《李祘》飾演 鄭厚謙
- 2009年：MBC《老婆給我飯》飾演 劉俊熙
- 2010年：MBC《愛的烙印 紅字》飾演 李東周
- 2011年：MBC《愛情萬萬歲》
- 2011年：MBC《危險的女人》飾演 姜東俊（友情演出）
- 2011年：JTBC《發酵家族》飾演 車龍彬（特別出演）
- 2012年：MBN《愛情能用錢買嗎》飾演 金善宇
- 2012年：MBC《不能沒有你的生活》飾演 金尚道
- 2012年：JTBC《無子無懮》飾演 賢秀（客串）
- 2013年：SBS《奇怪的保姆》飾演 崔部長
- 2013年：MBC《愛能給別人嗎》飾演 尹哲
- 2013年：KBS《Drama Special－就是這種關係》
- 2014年：KBS《Hi! School - Love On》飾演 黃佑鎮
- 2015年：SBS《華麗的鄰居》飾演 崔代卿
- 2015年：MBC《華麗的誘惑》飾演 權俊赫
- 2016年：中國大陸《就讓咖啡有點甜》(2011年拍攝)飾演 張敏佑
- 2016年：SBS《I am Sorry 姜南九》飾演 孔千秀

### 電影
- 2006年：《老姑娘日記劇場版》飾演 朴導演

## 其它
- 2009年：首爾特別市江南區廣報大使

## 獲獎
- 2005年：SBS演技大獎－新星獎